# Musée des arts asiatiques de Fukuoka
Le musée des arts asiatiques de Fukuoka (福岡アジア美術館, Fukuoka ajia bijutsukan) est un musée public consacré aux œuvres d'art asiatiques. Il est situé à Fukuoka, dans la préfecture du même nom. 

## Historique
Le musée des arts asiatiques de Fukuoka a ouvert ses portes en 1999.

## Collections
Le musée compte plus de 1700 pièces provenant de 21 pays et régions de l’Asie.
- Series numeros 3, Fang Lijun (Chine)
- affiche de Anker Beer, Hang Zhiying (Chine)
- goutte d’eau, Kim Tschang-Yeul (Corée du Sud)
- bataille de Mara, Thawan Duchanee (Thaïlande)
- Orkhon, Tserennadmidin Tsegmed (Mongolie)